# Turborider
Turborider è il quinto album in studio del gruppo musicale finlandese Reckless Love, pubblicato nel 2022.

## Tracce
1. Turborider – 4:25
2. Eyes of a Maniac – 3:21
3. Outrun – 3:11
4. Kids of the Arcade – 3:34
5. Bark at the Moon – 4:13
6. Prelude (Flight of the Cobra) (instrumental) – 0:47
7. Like a Cobra – 3:01
8. For the Love of Good Times – 3:02
9. '89 Sparkle – 3:16
10. Future Lover Boy – 3:02
11. Prodigal Sons – 3:17

## Formazione
- Olli Herman – voce
- Pepe Reckless – chitarra
- Hessu Maxx – batteria
- Jalle Verne – basso